# Frédéric Iriarte
 (novembre 2019).
Frédéric Iriarte, né en 1963 à Paris, est un artiste plasticien franco-suédois. Il réside et travaille en Suède depuis 1986.

## Biographie

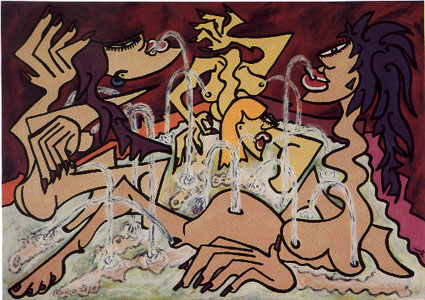
Fontaine aux plaisirs, huile sur toile 100 x 140 cm (1991)

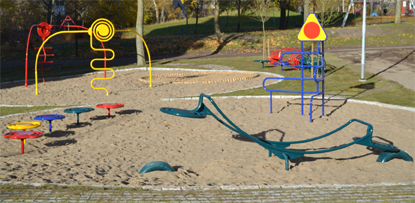
Projet ARTOTEC [art & technique] par Frédéric Iriarte, Spirel 1, sculptures ludiques et mobiliers urbain à Fittja, Stockholm. (2010)

Frédéric Iriarte fut pendant trois ans, responsable de l'Association des Artistes Scandinaves à Stockholm (KC- Konstnärscentrum). Il donne aussi des cours sur l'Art et la Technique, ou la Couleur et la Forme, dans le domaine du design industriel à l'Académie Royale de Technologie de Stockholm, ou bien encore sur les outils de design 2D à l'Université de Södertörn de Stockholm.

## Œuvres et expositions

### Commandes publiques
- 1995 Ambassade de France, Stockholm, Oslo, Copenhague, Stavanger, Helsinki.

- 1998 "EVOLUTION" sculpture béton, Entrée École Turringe, Nykvarn (Suède).

- 2001 "Ailes portables" entrée principale KTH-Syd (Académie Royale de Technologie, Södertörn École supérieure, Södertälje (Suède).

- 2002 "Illusion" peinture murale Hôpital de Sabatsberg (Suède).

- 2008 "Parc sculptures ludiques art & technique" Geneta, Södertälje (Suède)

- 2010 "Spirel 1 sculptures ludiques art & technique" Fittja, Stockholm (Suède)

- 2011 "Aire de jeux et de repos" au Parc des expositions, Porte de Versailles Paris (France)

### Représenté
- Centre Georges Pompidou, Musée d´Art Moderne de la ville de Paris,
- Institut Français de Stockholm, Oslo, Copenhague, Stavanger, Helsinki.
- AFAA (Association Française d´Action Artistique) à Paris.
- Musée de Örnsköldsvik (Suède).
- La ville de Södertälje (Suède).
- Académie Royale de Technologie (Suède).
- École supérieure de Södertörn, Södertälje(Suède).
- Hôpital de Sabatsbergs (Suède).

### Ouvrages publiés
- 2010 "Le Théorème d´SBI" La Sprirale Bicentrique d´Iriarte avec texte de Pehr Sällström, (professeur de physique à l´Université de Stockholm. Irréaliste Förlaget, Järna, Stockholm  (ISBN 978-91-978337-0-7)

- 2010 "Etat d´Âme" Œuvres peintures et sculptures réalisées par Frédéric Iriarte de 2005 à 2009, Irréaliste Förlaget, Järna, Stockholm  (ISBN 978-91-633-4271-4)

- 2008 La Bible de l´art singulier Artension /le Livre d´art.  (ISBN 978-2-35532-022-4)

- 2001 Materialisation - Visualisation; un Monde d´Invention avec textes de Pehr Sällström, (écrivain, professeur de Physique à l'Université de Stockholm, professeur de Philosophie.).  (ISBN 91-631-0588-8)

- 1995 IRREALISATION avec des textes de Catherine Huber (intendante au Musée d´Art Moderne de la Ville de Paris), Ilmar Laaban (poète, écrivain, critique d´art)Ilmar Laaban et Lars Kollberg critique d´art / chef rédacteur du journal Konsttidningen.  (ISBN 91-630-2304-0)

- 1990 IRREALITE avec des textes de Jean-Jacques Victor (attaché culturel), et de Jacques Quéralt (critique d´art / professeur d´art plastique l´École des Beaux Arts de Perpignan).